# 부스코군

시비엥토크시스키에주 지도에 표시된 부스코군의 위치

부스코군(폴란드어: powiat buski)은 폴란드 시비엥토크시스키에주에 위치한 군으로 군청 소재지는 부스코즈드루이이며 면적은 967.39km2, 인구는 67,821명(2019년 기준), 인구 밀도는 70명/km2이다.
북쪽으로는 키엘체군, 동쪽으로는 스타슈프군, 남쪽으로는 마워폴스카주 동브로바군, 남서쪽으로는 카지미에자군, 서쪽으로는 핀추프군과 접한다. 8개 지방 자치체(1개 도시형 농촌, 7개 농촌)를 관할한다.

군기
군 문장